# Medaille van het Rode Kruis (Oldenburg)
De Medaille van het Rode Kruis (Duits:Rote Kreuz-Medaille) werd in 1907 door Groothertog Frederik August van Oldenburg ingesteld.
De medaille werd in drie versies uitgereikt.
- Medaille in verguld zilver
- Medaille in verguld brons
- Medaille met het monogram van Groothertogin Elisabeth van Oldenburg (zeldzaam[1])

In 1907 had het Rode Kruis zich overal in Europa, en ook in Oldenburg, onmisbaar gemaakt in de gezondheidszorg in oorlogs- en vredestijd.